# 君は輝いて天使にみえた
「君は輝いて天使にみえた」（きみはかがやいててんしにみえた）は、1982年5月21日に発売された石川ひとみの14枚目のシングル。発売元はNAVレコード。

## 概要
前作「ひとりじめ」に続いて、NSPのメンバーである天野滋が手掛けた。石川のシングル楽曲としては初めて、男性の立場から語る作品である。
担当プロデューサーの長岡和弘は本楽曲の制作について、太田裕美が楽曲中で「ぼく」と歌うように、石川にも男性言葉の詞を歌わせてみたかったと語っている。
この曲は、2021年4月に開催された石川にとって初の配信ライブとなる「石川ひとみ LIVE 『わたしの毎日』」のアンコールで披露された。
B面曲の「マリンブルーに溶けないで」は、アルバム『夢模様』からのシングルカット。シングル化に際してのアレンジ変更などは行われていない。

## 収録曲
1. 君は輝いて天使にみえた（3分59秒）
作詞・作曲：天野滋／編曲：若草恵
2. マリンブルーに溶けないで（4分10秒）
作詞：門谷憲二／作曲：亀井登志夫／編曲：大谷和夫